# Liste der Baudenkmale in Nordenham
In der Liste der Baudenkmale in Nordenham sind die Baudenkmale der niedersächsischen Gemeinde Nordenham und ihrer Ortsteile aufgelistet. Der Stand der Liste ist der 16. Juli 2022.

## Allgemein
In den Spalten befinden sich folgende Informationen:
- Lage: die Adresse des Baudenkmales und die geographischen Koordinaten. Kartenansicht, um Koordinaten zu setzen. In der Kartenansicht sind Baudenkmale ohne Koordinaten mit einem roten Marker dargestellt und können in der Karte gesetzt werden. Baudenkmale ohne Bild sind mit einem blauen Marker gekennzeichnet, Baudenkmale mit Bild mit einem grünen Marker.
- Bezeichnung: Bezeichnung des Baudenkmales
- Beschreibung: die Beschreibung des Baudenkmales. Unter § 3 Abs. 2 NDSchG werden Einzeldenkmale und unter § 3 Abs. 3 NDSchG Gruppen baulicher Anlagen und deren Bestandteile ausgewiesen.
- ID: die Objekt-ID des Baudenkmales
- Bild: ein Bild des Baudenkmales, ggf. zusätzlich mit einem Link zu weiteren Fotos des Baudenkmals im Medienarchiv Wikimedia Commons. Wenn man auf das Kamerasymbol klickt, können Fotos zu Baudenkmalen aus dieser Liste hochgeladen werden:

## Abbehausen
| Lage                                               | Bezeichnung                    | Beschreibung                                                                                | ID       | Bild           |
| -------------------------------------------------- | ------------------------------ | ------------------------------------------------------------------------------------------- | -------- | -------------- |
| Butjadinger Straße 53° 29′ 3″ N, 8° 26′ 16″ O      | Kriegerdenkmal                 |                                                                                             | 36137944 | BW             |
| Butjadinger Straße 101 53° 29′ 6″ N, 8° 26′ 15″ O  | Kaufhaus Büsing                | 2-gesch. Gebäude von 18997                                                                  | 44317213 |                |
| Butjadinger Straße 132 53° 29′ 25″ N, 8° 25′ 38″ O | Moorseer Mühle (Windmühle)     | Galerieholländer von 1854                                                                   | 36141054 | Weitere Bilder |
| Butjadinger Straße 132 53° 29′ 26″ N, 8° 25′ 40″ O | Moorseer Mühle (Müllerhaus)    | 2-gesch. Gebäude aus der Mitte des 18. Jahrhunderts                                         | 36141082 | Weitere Bilder |
| Butjadinger Straße 132 53° 29′ 25″ N, 8° 25′ 38″ O | Moorseer Mühle (Maschinenhaus) | Gebäude von 1903, heute mit Mühlencafé. Filmraum, Elektromotor und Werkstatt                | 36141026 | Weitere Bilder |
| Butjadinger Straße 132 53° 29′ 25″ N, 8° 25′ 41″ O | Moorseer Mühle (Stall)         | Zwei Ställe, einer von 1840                                                                 | 36141110 | Weitere Bilder |
| Enjebuhrer Weg 8 53° 28′ 44″ N, 8° 25′ 52″ O       | Wohnhaus                       |                                                                                             | 36140541 | BW             |
| Sarverstraße 36 53° 29′ 30″ N, 8° 26′ 30″ O        | Wohn-/ Wirtschaftsgebäude      | 1-gesch. Hallenhaus vom 19. Jh.                                                             | 36138232 | BW             |
| St.-Laurentius-Straße 7 53° 29′ 5″ N, 8° 26′ 7″ O  | Theresienkapelle               | Gebäude von 1952                                                                            | 36138205 | BW             |
| St.-Laurentius-Straße 53° 29′ 3″ N, 8° 26′ 8″ O    | St. Laurentius (Kirche)        | Neuromanische Saalkirche von 1862 als Umbau einer Kirche aus dem 13. Jhs.und mit neuen Turm | 36138259 | Weitere Bilder |
| St.-Laurentius-Straße 53° 29′ 2″ N, 8° 26′ 7″ O    | St. Laurentius (Kirchwurt)     |                                                                                             | 36136453 | Weitere Bilder |

## Atens

### Oldenburger Straße
| Lage                                              | Bezeichnung               | Beschreibung                    | ID       | Bild |
| ------------------------------------------------- | ------------------------- | ------------------------------- | -------- | ---- |
| Oldenburger Straße 2 53° 29′ 28″ N, 8° 28′ 6″ O   | Friedeburgpark (Festsaal) | 1- u. 2-gesch. Gebäude von 1957 | 36136745 | BW   |
| Oldenburger Straße 2 53° 29′ 29″ N, 8° 28′ 6″ O   | Friedeburgpark (Hotel)    | 1- u. 2-gesch Gebäude von 1958  | 36142811 | BW   |
| Oldenburger Straße 10 53° 29′ 26″ N, 8° 28′ 4″ O  | Arbeiterwohnhaus          |                                 | 36142868 | BW   |
| Oldenburger Straße 12 53° 29′ 26″ N, 8° 28′ 2″ O  | Wohn-/ Geschäftshaus      |                                 | 36142894 | BW   |
| Oldenburger Straße 26 53° 29′ 23″ N, 8° 27′ 57″ O | Wohnhaus                  | 1-gesch. Gebäude von um 1880    | 36142920 | BW   |
| Oldenburger Straße 26 53° 29′ 23″ N, 8° 27′ 55″ O | Remise                    | 1-gesch. Gebäude                | 36142945 | BW   |
| Oldenburger Straße 26 53° 29′ 24″ N, 8° 27′ 55″ O | Garten                    |                                 | 36136337 | BW   |
| Oldenburger Straße 26 53° 29′ 23″ N, 8° 27′ 58″ O | Baumbestand               |                                 | 36137425 | BW   |

### Andere
| Lage                                         | Bezeichnung               | Beschreibung                 | ID       | Bild           |
| -------------------------------------------- | ------------------------- | ---------------------------- | -------- | -------------- |
| Atenser Allee 1d 53° 29′ 31″ N, 8° 28′ 9″ O  | Friedeburgpark (Speicher) | 2.gesch. Speicher von ?      | 36141234 | BW             |
| Atenser Allee 119 53° 30′ 2″ N, 8° 28′ 41″ O | Wohnhaus                  | 1-gesch. Gebäude von um 1910 | 36138396 | BW             |
| Bauernweg 53° 29′ 45″ N, 8° 28′ 16″ O        | St. Marien (Pastorat)     | 1-gesch. Gebäude             | 36138671 | BW             |
| Bauernweg 53° 29′ 46″ N, 8° 28′ 16″ O        | St. Marien (Nebengebäude) | 1-gesch. Gebäude             | 36138699 | BW             |
| Bauernweg 53° 29′ 46″ N, 8° 28′ 17″ O        | St. Marien (Baumbestand)  | Baumalleen                   | 36137226 | BW             |
| Bauernweg 53° 29′ 44″ N, 8° 28′ 17″ O        | St. Marien (Graft)        | Wassergraben                 | 36136653 | BW             |
| Bauernweg 2 53° 29′ 44″ N, 8° 28′ 11″ O      | Hof Hayen                 |                              | 36138722 | BW             |
| Bauernweg 2 53° 29′ 44″ N, 8° 28′ 10″ O      | Graft                     | Wasserlauf                   | 36136629 | BW             |
| Nordstraße 3 53° 29′ 52″ N, 8° 28′ 25″ O     | Wohnhaus                  | 1-gesch. Haus von um 1905    | 36138748 | BW             |
| Nordstraße 5 53° 29′ 53″ N, 8° 28′ 26″ O     | Wohnhaus                  | 1-gesch. Haus von um 1905    | 36139513 | BW             |
| Wehrdeich 53° 29′ 43″ N, 8° 28′ 14″ O        | St. Marien (Kirche)       |                              | 36139537 | Weitere Bilder |
| Wehrdeich 53° 29′ 43″ N, 8° 28′ 15″ O        | St. Marien (Kirchwurt)    | Wurt                         | 36136476 | BW             |
| Wehrdeich 53° 29′ 43″ N, 8° 28′ 16″ O        | St. Marien (Friedhof)     | Historischer Freidhof        | 36138772 | BW             |
| Wehrdeich 53° 29′ 42″ N, 8° 28′ 16″ O        | St. Marien (Baumbestand)  | Alter Baumbestand            | 36136914 | BW             |
| Wehrdeich 16 53° 29′ 39″ N, 8° 28′ 16″ O     | Wohnhaus                  | 1-gesch. Haus von um 1750    | 36139565 | BW             |
| Wehrdeich 16 53° 29′ 38″ N, 8° 28′ 16″ O     | Wurt                      | Wurt                         | 36136194 | BW             |

## Blexen
| Lage                                              | Bezeichnung                       | Beschreibung                                                                                                | ID       | Bild           |
| ------------------------------------------------- | --------------------------------- | --- | -------- | -------------- |
| Deichstraße 53° 31′ 54″ N, 8° 32′ 11″ O           | St. Hippolyth (Kirche)            | | 36139742 | Weitere Bilder |
| Deichstraße 53° 31′ 54″ N, 8° 32′ 11″ O           | St. Hippolyth (Kirchwurt)         | Wurt | 36136429 | BW             |
| Deichstraße 53° 31′ 53″ N, 8° 32′ 9″ O            | St. Hippolyth (Kirchhof)          | Kirchhof | 36137639 |                |
| Deichstraße 53° 31′ 53″ N, 8° 32′ 14″ O           | St. Hippolyth (Baumbestand)       | Bäume | 36137591 | BW             |
| Deichstraße 53° 31′ 52″ N, 8° 32′ 9″ O            | Kriegerdenkmal                    | | 36139819 | BW             |
| Deichstraße 53° 31′ 52″ N, 8° 32′ 9″ O            | Torhaus                           | Torhaus als Dänentor von 1711, zur Zeit der Personalunion der Grafschaft Oldenburg mit der Krone Dänemarks  | 36139795 | Weitere Bilder |
| Deichstraße 53° 31′ 53″ N, 8° 32′ 12″ O           | Willehadus-Brunnen                | neugotischer Brunnen von 1875 aus Sandstein für den 789 in Blexen verstorbenen Bischof Willehad             | 36139770 | Weitere Bilder |
| Deichstraße 10 53° 31′ 51″ N, 8° 32′ 11″ O        | Pfarrhaus                         | 1-gesch. Haus von 1926                                                                                      | 36139843 |                |
| Deichstraße 12 53° 31′ 53″ N, 8° 32′ 8″ O         | Küsterhaus                        | 1-gesch. Gebäude                                                                                            | 36139867 |                |
| Deichstraße 66 53° 32′ 6″ N, 8° 31′ 41″ O         | Kinderheim                        | 1-gesch. Gebäude                                                                                            | 36139892 | BW             |
| Deichstraße 145 53° 32′ 17″ N, 8° 31′ 3″ O        | Gulfhaus                          | 1- und 2-gesch. Gulfhaus                                                                                    | 36138611 | BW             |
| Deichstraße 150 53° 32′ 23″ N, 8° 30′ 40″ O       | Ehem. Flugzeughallen (Verwaltung) | 1.-gesch. Gebäude                                                                                           | 36139359 | BW             |
| Deichstraße 152 53° 32′ 26″ N, 8° 30′ 41″ O       | Scheune                           | 1-gesch. Gebäude                                                                                            | 36139443 | BW             |
| Deichstraße 154 53° 32′ 26″ N, 8° 30′ 38″ O       | Wohn-/ Wirtschaftsgebäude         | 1-gesch. Gebäude von 1935, ehemalige Flugzeughallen                                                         | 36139387 |                |
| Deichstraße 156 - 158 53° 32′ 27″ N, 8° 30′ 32″ O | Wohn-/ Wirtschaftsgebäude         | 1- und 2-gesch. Gebäude                                                                                     | 36138640 | BW             |
| Deichstraße 156 - 158 53° 32′ 27″ N, 8° 30′ 34″ O | Klinkerzuwegung                   | 1-gesch. Handwerkerhof                                                                                      | 36137298 | BW             |
| Deichstraße 160 53° 32′ 29″ N, 8° 30′ 28″ O       | Wohn-/ Wirtschaftsgebäude         | 1-gesch. Gebäude                                                                                            | 36139415 | BW             |
| Fährstraße 53° 31′ 18″ N, 8° 32′ 41″ O            | Kran                              | Schienendrehkran aus Nordenham von 1910                                                                     | 36137922 |                |
| Fährstraße 7 53° 31′ 52″ N, 8° 32′ 5″ O           | Turnhalle                         | Ehemalige Schule von 1878, seit 1926 bis 2010er Jahren Turnhalle                                            | 36139917 | BW             |
| Fährstraße 31 53° 31′ 43″ N, 8° 32′ 14″ O         | Schule                            | 2-gesch. Gebäude von 1926; heute Grundschule                                                                | 36139592 | BW             |
| Fährstraße 32 53° 31′ 39″ N, 8° 32′ 15″ O         | Altenwohnheim                     | 1- und 2-gesch. Anlage von 1938 (Verwaltungsgebäuder der Luftwaffe) und 1994 (Seniorenzentrum der Diakonie) | 36139944 | BW             |

## Blexersande
| Lage                                             | Bezeichnung                       | Beschreibung                                             | ID       | Bild |
| ------------------------------------------------ | --------------------------------- | -------------------------------------------------------- | -------- | ---- |
| Albertstraße 4 53° 30′ 17″ N, 8° 29′ 53″ O       | Direktorvilla (Metallwerke)       | 2-gesch. Gebäude von um 1910/14                          | 36139640 | BW   |
| Albertstraße 6 53° 30′ 18″ N, 8° 29′ 49″ O       | Werkmeister-Wohnung (Metallwerke) | 2-gesch Gebäude von um 1910/14                           | 36139666 | BW   |
| Albertstraße 53° 30′ 19″ N, 8° 29′ 49″ O         | Bunker (Metallwerke)              |                                                          | 36139618 | BW   |
| Blexersanderstraße 6 53° 30′ 28″ N, 8° 29′ 39″ O | Schule                            | 2-gesch. Gebäude von 1912, heute Jugendhilfe Wesermarsch | 36138049 | BW   |
| Helgoländer Damm 53° 29′ 59″ N, 8° 29′ 57″ O     | Kasernengebäude                   | 2-gesch. Gebäude aus den 1930er Jahren                   | 36142530 | BW   |
| Helgoländer Damm 53° 29′ 58″ N, 8° 30′ 1″ O      | Nebengebäude                      | 2-gesch. Gebäude aus den 30er Jahren                     | 36142555 | BW   |
| Helgoländer Damm 53° 30′ 0″ N, 8° 29′ 58″ O      | Vorgarten                         | Kasernenhof                                              | 36136244 | BW   |
| Johannastraße 2 53° 30′ 20″ N, 8° 29′ 46″ O      | ehem. Casino (Metallwerke)        | 1/2-gesch. Gebäude von 1913                              | 36140026 | BW   |
| Johannastraße 4 53° 30′ 22″ N, 8° 29′ 49″ O      | Verwaltung (Metallwerke)          | 1-gesch. Gebäude von 1914                                | 36139999 | BW   |

## Einswarden
| Lage                                              | Bezeichnung                          | Beschreibung                                  | ID       | Bild |
| ------------------------------------------------- | ------------------------------------ | --------------------------------------------- | -------- | ---- |
| Am Bahnhof 5 53° 31′ 18″ N, 8° 31′ 20″ O          | Bahnhof Einswarden (Empfangsgebäude) | 1- und 2-gesch. Gebäude von 1905              | 36140131 | BW   |
| Am Bahnhof 5 53° 31′ 18″ N, 8° 31′ 19″ O          | Bahnhof Einswarden (Nebengebäude)    | 1-gesch. Gebäude von um 1905                  | 36140107 | BW   |
| Am Deich 14 / 15 53° 31′ 15″ N, 8° 32′ 18″ O      | Doppelhaus                           | 1-gesch. Gebäude vom 19. Jh.                  | 36139717 | BW   |
| An den Wurten 37 53° 31′ 1″ N, 8° 30′ 58″ O       | Rathaus                              | 2-gesch. Gebäude von 1908                     | 36140157 | BW   |
| An den Wurten 39 53° 31′ 0″ N, 8° 30′ 57″ O       | Schule                               | 2-gesch. Gebäude von 1912 und Neubau von 1956 | 36140182 | BW   |
| An den Wurten 59 53° 30′ 49″ N, 8° 30′ 49″ O      | Herz-Jesu-Kirche                     | kath. Kirche von 1928                         | 36140207 | BW   |
| Bergstraße 34 / 36 53° 30′ 47″ N, 8° 30′ 50″ O    | Turnhalle                            | 1-gesch. Halle von um 1940                    | 36140313 | BW   |
| Heiligenwiehmstraße 48 53° 31′ 1″ N, 8° 31′ 26″ O | Schule                               | 2-gesch. ehem. Schule von 1906 oder 1909      | 36140261 | BW   |
| Sandinger Weg 76 53° 30′ 57″ N, 8° 29′ 42″ O      | Wohn-/ Wirtschaftsgebäude            | 1-gesch. Hallenhaus von 1778                  | 36143017 | BW   |
| Werftstraße 16 53° 30′ 49″ N, 8° 30′ 39″ O        | Schule                               | 2-gesch. Gebäude von 1912/13                  | 36140286 | BW   |
| Werftstraße 37 53° 30′ 49″ N, 8° 30′ 30″ O        | Wohnhaus                             | 1-gesch. Gebäude von um 1890/1900             | 36140081 | BW   |

## Ellwürden
| Lage                                              | Bezeichnung         | Beschreibung                         | ID       | Bild |
| ------------------------------------------------- | ------------------- | ------------------------------------ | -------- | ---- |
| Butjadinger Straße 10 53° 28′ 42″ N, 8° 26′ 56″ O | Wohnhaus            | 1- bis 2-gesch. Gebäude von um 1880  | 36140367 | BW   |
| Butjadinger Straße 12 53° 28′ 43″ N, 8° 26′ 54″ O | Amtshaus Abbehausen | 2-gesch. Gebäude von 1881            | 36140456 | BW   |
| Butjadinger Straße 12 53° 28′ 44″ N, 8° 26′ 51″ O | Garten              | Garten                               | 36138892 | BW   |
| Ellwürderstraße 15 53° 28′ 47″ N, 8° 27′ 10″ O    | Wohnhaus            | eineinhalbgesch. Gebäude von um 1890 | 36140489 | BW   |
| Stadländerstraße 20 53° 28′ 37″ N, 8° 27′ 16″ O   | Wohnhaus            | 1-gesh. Gebäude von 1884             | 36140515 | BW   |

## Esenshamm
| Lage                                           | Bezeichnung                | Beschreibung | ID       | Bild           |
| ---------------------------------------------- | -------------------------- | --- | -------- | -------------- |
| Alte Heerstraße 53° 26′ 58″ N, 8° 26′ 24″ O    | St. Matthäus (Kirche)      | Saalkirche aus der 1. Hälfte des 14. Jh. mit Kirchenbänke von um 1600, Brüstung der Kanzel von 1601, Altarretabel von 1648, Patronatsloge, Schmid-Orgel von 1877 | 36140590 | Weitere Bilder |
| Alte Heerstraße 53° 26′ 59″ N, 8° 26′ 27″ O    | St. Matthäus (Küsterei)    | | 36142840 | Weitere Bilder |
| Alte Heerstraße 53° 26′ 57″ N, 8° 26′ 23″ O    | St. Matthäus (Kirchwurt)   | Wurt | 36136500 | Weitere Bilder |
| Alte Heerstraße 53° 26′ 58″ N, 8° 26′ 22″ O    | St. Matthäus (Friedhof)    | | 36139198 | Weitere Bilder |
| Alte Heerstraße 53° 26′ 58″ N, 8° 26′ 27″ O    | St. Matthäus (Baumbestand) | | 36136845 | Weitere Bilder |
| Alte Heerstraße 53° 26′ 59″ N, 8° 26′ 25″ O    | St. Matthäus (Einfriedung) | | 36137133 | Weitere Bilder |
| Alte Heerstraße 37 53° 26′ 57″ N, 8° 26′ 29″ O | Wohnhaus                   | 1-gesh. Gebäude von wohl um 1890 bis 1910 | 36140722 | BW             |
| Am Sportplatz 12 53° 26′ 58″ N, 8° 26′ 36″ O   | Schule                     | 1-gesch. Gebäude von 1950, bis 2012 Grundschule | 36140748 | BW             |
| Am Sportplatz 12 53° 27′ 0″ N, 8° 26′ 37″ O    | Toilette                   | 1.gesch. Gebäude von 1950 | 36140773 | BW             |

## Nordenham

### Bahnhofstraße
| Lage                                         | Bezeichnung                         | Beschreibung                                           | ID       | Bild           |
| -------------------------------------------- | ----------------------------------- | ------------------------------------------------------ | -------- | -------------- |
| Bahnhofstraße 53° 29′ 2″ N, 8° 29′ 15″ O     | Bahnhof Nordenham                   | 2-gesch. Gebäude aus der zweiten Hälfte des 19. Jh.    | 36141285 | Weitere Bilder |
| Bahnhofstraße 53° 29′ 7″ N, 8° 29′ 20″ O     | Bahnhof Nordenham (Lokschuppen)     | Gebäude von nach 1875                                  | 36141261 | Weitere Bilder |
| Bahnhofstraße 27 53° 29′ 5″ N, 8° 29′ 0″ O   | Wohn-/ Geschäftshaus                | 2-gesch. Gebäude vom späten 19. Jh.                    | 36141312 |                |
| Bahnhofstraße 29 53° 29′ 5″ N, 8° 28′ 59″ O  | Wohn-/ Geschäftshaus                | 3-gesch. Haus mit Mezzanin von um 1880                 | 36141337 |                |
| Bahnhofstraße 32 53° 29′ 6″ N, 8° 28′ 57″ O  | Reichspost                          | 2-gesch. Gebäude von 1906                              | 36141362 |                |
| Bahnhofstraße 34 53° 29′ 7″ N, 8° 28′ 54″ O  | Wohn-/ Geschäftshaus                | 2-gesch. Gebäude von 1904                              | 36141389 |                |
| Bahnhofstraße 36 53° 29′ 8″ N, 8° 28′ 52″ O  | Kreiszeitung Wesermarsch            | 2-gesch. Gebäude von um 1860, seit um 1876 Verlagshaus | 36141414 |                |
| Bahnhofstraße 42 53° 29′ 9″ N, 8° 28′ 49″ O  | Wohnhaus                            | 2-gesch. Gebäude von um 1880                           | 36141441 |                |
| Bahnhofstraße 42 53° 29′ 8″ N, 8° 28′ 48″ O  | Einfriedung                         |                                                        | 36136771 | BW             |
| Bahnhofstraße 43 53° 29′ 7″ N, 8° 28′ 48″ O  | Wohn-/ Geschäftshaus                | 2-gesch. villenartiges Gebäude von um 1900             | 36141467 |                |
| Bahnhofstraße 45 53° 29′ 7″ N, 8° 28′ 47″ O  | Wohn-/ Geschäftshaus                | 2.-gesch. Gebäude von um 1905                          | 36141493 |                |
| Bahnhofstraße 47 53° 29′ 8″ N, 8° 28′ 46″ O  | Villa                               | 2-gesch. Gebäude von um 1910                           | 36141519 |                |
| Bahnhofstraße 52 53° 29′ 11″ N, 8° 28′ 38″ O | Gymnasium Nordenham                 | 2 bis 3-gesch. Gebäude von 1905                        | 36141546 |                |
| Bahnhofstraße 54 53° 29′ 11″ N, 8° 28′ 38″ O | Richterwohnhaus                     | 2-gesch. Gebäude von um 1910                           | 36141578 |                |
| Bahnhofstraße 56 53° 29′ 13″ N, 8° 28′ 36″ O | Amtsgericht                         | 2-gesch. Gebäude von 1910/11                           | 36141603 |                |
| Bahnhofstraße 56 53° 29′ 11″ N, 8° 28′ 36″ O | Baumbestand                         |                                                        | 36136984 |                |
| Bahnhofstraße 58 53° 29′ 13″ N, 8° 28′ 40″ O | Justizvollzugsanstalt (Schließerei) | 1- bis 2-gesch. Gebäude von 1911                       | 36141631 |                |
| Bahnhofstraße 71 53° 29′ 10″ N, 8° 28′ 32″ O | Wohnhaus                            | Eineinhalbgesch. Gebäude mit 2-gesch. Eckteil von 1892 | 36141657 | BW             |

### Friedrich-Ebert-Straße
| Lage                                                       | Bezeichnung           | Beschreibung                           | ID       | Bild |
| ---------------------------------------------------------- | --------------------- | -------------------------------------- | -------- | ---- |
| Friedrich-Ebert-Straße 36 53° 29′ 14″ N, 8° 29′ 9″ O       | Haus Visbeck-Lüers    | 2-gesch. Eckgebäude von um 1900        | 36139000 | BW   |
| Friedrich-Ebert-Straße 39 53° 29′ 15″ N, 8° 29′ 8″ O       | Wohn-/ Geschäftshaus  | 2-gesch. Gebäude von um 1900           | 36140566 | BW   |
| Friedrich-Ebert-Straße 41 53° 29′ 15″ N, 8° 29′ 8″ O       | Wohn-/ Geschäftshaus  | 2-gesch. Gebäude aus den 1900er Jahren | 36139175 | BW   |
| Friedrich-Ebert-Straße 45 / 45b 53° 29′ 18″ N, 8° 29′ 8″ O | Wohn-/ Geschäftshaus  | 2-gesch. Gebäude vom 19. Jh.           | 36137085 | BW   |
| Friedrich-Ebert-Straße 46 53° 29′ 19″ N, 8° 29′ 9″ O       | Wohn-/ Geschäftshaus  | 2-gesch. Gebäude vom späten 19. Jh.    | 36142043 | BW   |
| Friedrich-Ebert-Straße 47 53° 29′ 19″ N, 8° 29′ 7″ O       | Villa Eilers          | 2-gesch. Gebäude von um 1900           | 36142069 |      |
| Friedrich-Ebert-Straße 47 53° 29′ 20″ N, 8° 29′ 8″ O       | Villa Eilers (Garten) |                                        | 36136700 | BW   |
| Friedrich-Ebert-Straße 49 53° 29′ 20″ N, 8° 29′ 8″ O       | Wohn-/ Geschäftshaus  | 2-gesch Gebäude von um 1900            | 36142097 |      |
| Friedrich-Ebert-Straße 51 53° 29′ 21″ N, 8° 29′ 8″ O       | Wohn-/ Geschäftshaus  | 2-gesch. villenartiges Gebäude         | 36142124 |      |

### Hafenstraße
| Lage                                        | Bezeichnung          | Beschreibung                                          | ID       | Bild |
| ------------------------------------------- | -------------------- | ----------------------------------------------------- | -------- | ---- |
| Hafenstraße 2 53° 29′ 17″ N, 8° 29′ 18″ O   | Haus Midgard         | 3-gesch. Eckgebäude von um 1900, heute Hotel und Café | 36142205 |      |
| Hafenstraße 4 53° 29′ 17″ N, 8° 29′ 17″ O   | Wohn-/ Geschäftshaus | 3-gesch. Gebäude von um 1900 mit 4-gesch. Risalit     | 36142232 |      |
| Hafenstraße 6 53° 29′ 17″ N, 8° 29′ 16″ O   | Wohn-/ Geschäftshaus | 3-gesch. Eckgebäude von um 1900                       | 36142259 |      |
| Hafenstraße 14 53° 29′ 17″ N, 8° 29′ 10″ O  | Wohn-/ Geschäftshaus | 3-gesch. Gebäude                                      | 36138925 | BW   |
| Hafenstraße 15 53° 29′ 16″ N, 8° 29′ 8″ O   | Wohn-/ Geschäftshaus | 3-gesch. Gebäude                                      | 36138950 |      |
| Hafenstraße 15a 53° 29′ 16″ N, 8° 29′ 10″ O | Wohn-/ Geschäftshaus | 2/3-gesch. Gebäude von 1002, früher Café Victoria     | 36138975 | BW   |
| Hafenstraße 16 53° 29′ 17″ N, 8° 29′ 8″ O   | Wohn-/ Geschäftshaus | 2-gesch. Gebäude                                      | 36137109 |      |
| Hafenstraße 17 53° 29′ 16″ N, 8° 29′ 7″ O   | Wohnhaus             | 2-gesch. Gebäude von um 1900; ehemaliges Seemannsamt  | 36142286 |      |
| Hafenstraße 19 53° 29′ 16″ N, 8° 29′ 6″ O   | Wohnhaus             | 2-gesch. Gebäude von um 1900                          | 36142317 |      |
| Hafenstraße 21 53° 29′ 16″ N, 8° 29′ 5″ O   | Wohnhaus             | 2-gesch. Gebäude von um 1900                          | 36142347 |      |
| Hafenstraße 24 53° 29′ 17″ N, 8° 29′ 3″ O   | Wohnhaus             | 2-gesch. Gebäude von um 1900                          | 36142376 |      |
| Hafenstraße 27 53° 29′ 16″ N, 8° 29′ 2″ O   | Wohnhaus             | 2-gesch. Gebäude von um 1900                          | 36142401 |      |
| Hafenstraße 33 53° 29′ 16″ N, 8° 28′ 59″ O  | Wohnhaus             | 2-gesch. Gebäude von um 1900                          | 36142426 | BW   |
| Hafenstraße 35 53° 29′ 16″ N, 8° 28′ 58″ O  | Wohnhaus             | 2-gesch. Gebäude vom um 1900                          | 36142451 |      |

### Andere
| Lage                                                  | Bezeichnung                   | Beschreibung                                                                         | ID       | Bild |
| ----------------------------------------------------- | ----------------------------- | ------------------------------------------------------------------------------------ | -------- | ---- |
| Am Wasserturm 2 / 4 53° 29′ 34″ N, 8° 29′ 27″ O       | Wohnhaus                      | 2-gesch. Gebäude von 1892 (ehem. Zollwohnhäuser)                                     | 36141162 | BW   |
| Am Wasserturm 6 / 8 53° 29′ 36″ N, 8° 29′ 27″ O       | Wohnhaus                      | 2-gesch. Gebäude von 1892 (ehem. Zollwohnhäuser)                                     | 36141186 | BW   |
| Am Wasserturm 10 / 12 53° 29′ 37″ N, 8° 29′ 27″ O     | Wohnhaus                      | 2-gesch. Gebäude von 1892 (ehem. Zollwohnhäuser)                                     | 36141210 | BW   |
| Bernhardstraße 17 53° 29′ 3″ N, 8° 28′ 43″ O          | Haus Esser                    | 2-gesch. Wohnhaus vom 20. Jh.                                                        | 36139023 | BW   |
| Boosstraße 1 - 3 53° 29′ 34″ N, 8° 29′ 31″ O          | Wohnhaus                      | 2-gesch. Gebäude vom Anfang des 20. Jh.                                              | 36141708 | BW   |
| Deichgräfenstraße 16 53° 29′ 12″ N, 8° 29′ 16″ O      | Zollamt                       | 2-gesch. Gebäude von um 1910                                                         | 36142018 | BW   |
| Hansingstraße 18 53° 28′ 59″ N, 8° 28′ 57″ O          | Museum                        | 2-gesch. Gebäude von 1892                                                            | 36142476 |      |
| Hansingstraße 44 53° 28′ 52″ N, 8° 28′ 53″ O          | Wohnhaus                      | 2-gesch. Gebäude vom 20. Jh.                                                         | 36142504 | BW   |
| Jahnstraße 20 53° 29′ 14″ N, 8° 28′ 56″ O             | Turnhalle                     | 1- und 2-geschossiges Gebäude von um 1912, heute Kulturzentrum                       | 36142579 |      |
| Kabelstraße 53° 29′ 32″ N, 8° 29′ 40″ O               | Seekabelwerk (Pförtnerhaus)   | 2-gesch. Gebäude von um 1900                                                         | 36142633 |      |
| Kabelstraße 53° 29′ 33″ N, 8° 29′ 42″ O               | Seekabelwerk (Verwaltung)     | 2-gesch. Gebäude von um 1900                                                         | 36142606 | BW   |
| Kabelstraße 53° 29′ 33″ N, 8° 29′ 40″ O               | Seekabelwerk (Kriegerdenkmal) |                                                                                      | 36137545 | BW   |
| Kabelstraße 53° 29′ 34″ N, 8° 29′ 40″ O               | Seekabelwerk (Garten)         |                                                                                      | 36136677 | BW   |
| Kabelstraße 12 53° 29′ 34″ N, 8° 29′ 30″ O            | Wohnhaus                      | 2-gesch. Gebäude von um 1920                                                         | 36142687 | BW   |
| Ludwigstraße 8 53° 29′ 6″ N, 8° 29′ 7″ O              | 1. Rathaus der Stadt          | 2-gesch. Gebäude von um 1880                                                         | 36142711 | BW   |
| Ludwigstraße 10 53° 29′ 6″ N, 8° 29′ 8″ O             | Wohnhaus                      | 2-gesch. Gebäude                                                                     | 36139103 | BW   |
| Ludwigstraße 12 53° 29′ 6″ N, 8° 29′ 8″ O             | Wohnhaus                      | 2-gesch. Gebäude                                                                     | 36139127 | BW   |
| Ludwigstraße 14 53° 29′ 7″ N, 8° 29′ 8″ O             | Wohnhaus                      | 1-gesch. Gebäude                                                                     | 36139151 | BW   |
| Mittelweg 23 53° 29′ 3″ N, 8° 28′ 30″ O               | Wohnhaus                      | 2-gesch. Gebäude von 1904                                                            | 36142760 | BW   |
| Mittelweg 116 53° 28′ 35″ N, 8° 28′ 8″ O              | Wohnhaus                      | 2-gesch. Gebäude vom Gut Warfeld                                                     | 36142785 | BW   |
| Mittelweg 116 53° 28′ 35″ N, 8° 28′ 9″ O              | Baumbestand                   | Parkanlage mit altem Baumbestand                                                     | 36136962 | BW   |
| Pestalozzistraße 1 53° 29′ 19″ N, 8° 29′ 1″ O         | Hafenschule                   | 2-gesch. Gebäude von 1912                                                            | 36142967 | BW   |
| Plaatweg 12 53° 29′ 29″ N, 8° 28′ 20″ O               | Schule                        | 1-gesch. Gebäude von 1955, heute Grundschule                                         | 36142994 | BW   |
| Poststraße 4 53° 29′ 8″ N, 8° 28′ 57″ O               | Altes Rathaus                 | 2-gesch Gebäude von 1910/11                                                          | 36137056 | BW   |
| Schulstraße 10 53° 29′ 0″ N, 8° 29′ 2″ O              | Wohn-/ Geschäftshaus          | 3-gesch. Gebäude vom Anfang des 20. Jh.                                              | 36143071 | BW   |
| Schulstraße 12 53° 29′ 0″ N, 8° 28′ 59″ O             | Lehrerwohnhaus                | 2-gesch. Gebäude von um 1900                                                         | 36143096 | BW   |
| Schulstraße 14 53° 29′ 1″ N, 8° 28′ 57″ O             | Lehrerwohnhaus                | 2-gesch. Gebäude von um 1900                                                         | 36143123 | BW   |
| Viktoriastraße 7 53° 29′ 34″ N, 8° 29′ 15″ O          | Wohnhaus                      | 3-gesch. Gebäude vom 19. Jh.                                                         | 36143174 | BW   |
| Viktoriastraße 13 53° 29′ 34″ N, 8° 29′ 11″ O         | Schule                        | 2-gesch. Nordschule von 1906 und 1908 bis 2017, Umbau als Wohnhaus seit 2021 geplant | 36137686 | BW   |
| Walther Rathenau Straße 1 53° 29′ 12″ N, 8° 28′ 33″ O | Gasthaus                      | 2-gesch. Gebäude von 1911                                                            | 36137712 | BW   |
| Wilhelm-Böning-Straße 13 53° 29′ 14″ N, 8° 29′ 10″ O  | Villa Gerdes                  | 4.-gesch. Gebäude von um 1900                                                        | 36137994 | BW   |
| Wilhelmstraße 13 53° 29′ 6″ N, 8° 29′ 10″ O           | Wohnhaus                      | 2-gesch. Gebäude von um 1900                                                         | 36138024 | BW   |

## Tettens/ Tettensersiel
| Lage                                          | Bezeichnung               | Beschreibung                    | ID       | Bild |
| --------------------------------------------- | ------------------------- | ------------------------------- | -------- | ---- |
| Am Dorfbrunnen 13 53° 32′ 58″ N, 8° 28′ 59″ O | Wohnhaus                  | 1-gesch. Gebäude von 1730       | 36138530 | BW   |
| Am Dorfbrunnen 17 53° 32′ 58″ N, 8° 28′ 57″ O | Landgasthof Tettens       | 1-gesch. Gebäude von 1737       | 36138556 | BW   |
| Am Dorfbrunnen 17 53° 32′ 58″ N, 8° 28′ 56″ O | Stall                     | 1-gesch. Nebengebäude           | 36136265 | BW   |
| Am Dorfbrunnen 19 53° 32′ 58″ N, 8° 28′ 56″ O | Wohn-/ Wirtschaftsgebäude | 1-gesch. Gebäude                | 36138585 | BW   |
| Deichstraße 299 53° 32′ 38″ N, 8° 29′ 41″ O   | Wohn-/ Wirtschaftsgebäude | 1-gesch. Hallenhaus vom 19. Jh. | 36138449 | BW   |
| Deichstraße 299 53° 32′ 38″ N, 8° 29′ 42″ O   | Stall                     | 1-gesch. Gebäude vom 19. Jh.    | 36138481 | BW   |
| Deichstraße 299 53° 32′ 38″ N, 8° 29′ 42″ O   | Hofwurt                   | Wurt                            | 36136525 | BW   |
| Deichstraße 299 53° 32′ 36″ N, 8° 29′ 38″ O   | Baumbestand               | Alter Baumbestand               | 36137326 | BW   |

## Außerhalb
| Lage                                                             | Bezeichnung               | Beschreibung                               | ID       | Bild |
| ---------------------------------------------------------------- | ------------------------- | ------------------------------------------ | -------- | ---- |
| (Abbehausergroden) Nr. 7 53° 28′ 25″ N, 8° 23′ 34″ O             | Wohn-/ Wirtschaftsgebäude | 1-gesch. Hallenhaus vom 19. Jh.            | 36138318 | BW   |
| (Abbehausergroden) Nr. 7 53° 28′ 25″ N, 8° 23′ 35″ O             | Scheune                   | 1-gesch. Gebäude                           | 36138286 | BW   |
| (Abbehausergroden) Nr. 7 53° 28′ 23″ N, 8° 23′ 36″ O             | Baumbestand               |                                            | 36136940 | BW   |
| Alt Treuenfeld 53° 27′ 14″ N, 8° 28′ 1″ O                        | Wohn-/ Wirtschaftsgebäude | 1-gesch. Hallenhaus aus dem 19. Jh.        | 36138344 | BW   |
| (Esenshammergroden) Nr. 10 53° 27′ 30″ N, 8° 24′ 25″ O           | Wohn-/ Wirtschaftsgebäude | 1-gesch. Hallenhaus                        | 36140881 | BW   |
| (Esenshammergroden) Nr. 10 53° 27′ 30″ N, 8° 24′ 25″ O           | Scheune                   | 1-gesch. Gebäude                           | 36140908 | BW   |
| (Esenshammergroden) Nr. 10 53° 27′ 31″ N, 8° 24′ 24″ O           | Nebengebäude              | 1-gesch. Haus                              | 36140933 | BW   |
| (Esenshammergroden) Nr. 10 53° 27′ 31″ N, 8° 24′ 22″ O           | Baumbestand               | alter Baumbestand                          | 36136868 | BW   |
| (Grebswarden) Burhaver Straße 41 53° 31′ 25″ N, 8° 30′ 34″ O     | Wohnhaus                  | 2-gesch. Gebäude von 1942/43               | 36136217 | BW   |
| (Grebswarden) Burhaver Straße 41 53° 31′ 25″ N, 8° 30′ 34″ O     | Flakleitstand             | 7-gesch. Turm von 1942/43                  | 36140991 | BW   |
| (Grebswarden) Burhaver Straße 41 53° 31′ 26″ N, 8° 30′ 34″ O     | Stall                     | 1-gesch. Gebäude von 1943                  | 36137468 | BW   |
| (Großensiel) Großensieler Hafen 53° 28′ 6″ N, 8° 28′ 45″ O       | Unterfeuer Großensiel     | Unterfeuer von 1898, 17 m hoch             | 36141683 |      |
| (Großensiel) Großensieler Straße 2 53° 28′ 6″ N, 8° 28′ 35″ O    | Zollhaus                  | 2-gesch. Gebäude von 1855                  | 36141683 | BW   |
| Grünhof 53° 26′ 8″ N, 8° 24′ 33″ O                               | Wohn-/ Wirtschaftsgebäude | 1-gesch. Hallenhaus                        | 36140798 | BW   |
| Grünhof 53° 26′ 9″ N, 8° 24′ 33″ O                               | Scheune                   | 1-gesch. Gebäude                           | 36140829 | BW   |
| Grünhof 53° 26′ 9″ N, 8° 24′ 34″ O                               | Stall                     | 1-gesch. Zwischenbau                       | 36140856 | BW   |
| (Phiesewarden) Ringstraße 66 53° 31′ 18″ N, 8° 28′ 45″ O         | Schule                    | 1- und 2-gesch. Gebäude von 1908 und 1922  | 36138155 | BW   |
| (Phiesewarden) Ringstraße 66 53° 31′ 19″ N, 8° 28′ 44″ O         | Nebengebäude              | 1-gesch. Gebäude                           | 36138424 | BW   |
| (Phiesewarden) Ringstraße 66 53° 31′ 18″ N, 8° 28′ 43″ O         | Nebengebäude              | 1-gesch. Gebäude für WCs                   | 36138180 | BW   |
| (Prangenhof) Alte Heerstraße 1 53° 27′ 10″ N, 8° 26′ 14″ O       | Wohnhaus                  | 1-gesch. Gebäude vom späten 19. Jh.        | 36140642 | BW   |
| (Prangenhof) Alte Heerstraße 1 53° 27′ 11″ N, 8° 26′ 15″ O       | Stall                     | 1-gesch. Gebäude                           | 36140697 | BW   |
| (Prangenhof) Alte Heerstraße 1 53° 27′ 11″ N, 8° 26′ 15″ O       | Scheune                   | 1-gesch. Hallenhaus als Wirtschaftsgebäude | 36140670 | BW   |
| (Prangenhof) Alte Heerstraße 1 53° 27′ 10″ N, 8° 26′ 17″ O       | Bauerngarten              | Garten                                     | 36137274 | BW   |
| (Prangenhof) Alte Heerstraße 1 53° 27′ 10″ N, 8° 26′ 20″ O       | Graftanlage               | Wasserlauf um die Anlage                   | 36136605 | BW   |
| (Schweewarden) Burhaver Straße 288 53° 32′ 3″ N, 8° 27′ 44″ O    | Wohn-/ Wirtschaftsgebäude | 1-gesch. Gebäude mit 2-gesch. Risalit      | 36138505 | BW   |
| (Stiedtkenkron) Großensieler Straße 59 53° 28′ 6″ N, 8° 28′ 2″ O | Wohnhaus                  | 1-gesch. Gebäude vom Anfang des 20. Jh.    | 36142177 | BW   |